# 円盤生物
円盤生物（えんばんせいぶつ）は、特撮テレビドラマ『ウルトラマンレオ』をはじめとする「ウルトラシリーズ」に登場する怪獣の一群。
その名のとおり、円盤の姿をした宇宙怪獣の総称である。

## 『ウルトラマンレオ』に登場する円盤生物

### 概要（レオ）
本項では、黒幕であるブラック指令と惑星ブラックスターについても説明する。
『ウルトラマンレオ』に登場する円盤生物は、下記の12体である。宇宙人・ブラック指令の命令を受けて悪魔の惑星・ブラックスターから地球に飛来し、侵略活動やその障害となるおゝとりゲン=ウルトラマンレオの抹殺を目的に活動を行う。
星人ブニョ以外は皆、何らかの生物と宇宙生物を合成したものである。基本的に円盤形態への変形が可能であり、人間が持てる程度のサイズまで小型化できるものもいる。そのため、神出鬼没の行動を取れるほか、レオが不在の場所に出現して街を破壊し、不利となれば小型化して潜伏することも可能である。シルバーブルーメやノーバなどはそのような特性を活かし、レオを苦しめる。
シルバーブルーメによってMACが全滅させられたうえ、防衛軍が円盤生物の侵入を防ぐ装備を持っていなかったことから、当時の地球圏は無防備に等しい状態となっていたため、それ以降の円盤生物も侵入を容易に行えている。
個体差はあるが各々が非常に高い知性を持っており、単純な殺戮や破壊に徹する生物兵器ではなく、明確な作戦のもとに侵略活動を推進する工作員としての性格が強い。シルバーブルーメからアブソーバまではレオを相手にせず単なる邪魔者との位置づけで戦うが、デモス以降はレオ抹殺を視野に入れた作戦が多くなり、無力を装って少年に匿われるアブソーバ、下僕を使って任務を遂行するブリザード、少女の無垢な善意を利用してテリナQを媒介させるブラックテリナ、梅田トオルの心の隙を突いて精神を汚染するノーバなど、回を重ねるごとに地球人の心を利用して精神的にも肉体的にもゲンを苦しめる傾向が強くなる。
激闘の末、第51話（最終話）でブラックエンドを最後に円盤生物は全滅する。それと同時にブラック指令も絶命し、地球に接近してきたブラックスターもレオによって粉砕される。
本項で紹介する円盤生物はすべて主に活動している回で掲載しているが、レオの放映リストにも記載されているとおり、シルバーブルーメとブニョを除く円盤生物は登場回の前回のラストシーンに姿を見せている。

### 制作背景
円盤生物は体形の関係上や能力の特性上、その多くがレオのそれまで使うことの少なかった光線技で倒される点も特徴である。また、当時のレオは、それまでの戦闘経験や修業の成果か多少の苦戦はしても最後には圧勝することが多く、カラータイマーが点滅することも少ない。
そういった、それまでとは異なる展開が散見される「円盤生物シリーズ」が制作された背景には、オイルショックの影響であらゆる制作費を抑制しなければならなくなったという当時の社会的・経済的事情があり、レギュラー出演者たちを減らして怪獣との対戦をプロップの操演で表現しようという、苦肉の策でもあった（ウルトラマンレオ#制作状況も参照）。着ぐるみタイプの円盤生物でも、ノーバやブニョなどは造形を簡素に留め、演出で視聴者を惹きつけようという苦心が見受けられる。その結果、シルバーブルーメやノーバについては視聴者のトラウマになったとの旨が、後年に報じられている。

### ブラック指令
『ウルトラマンレオ』第40話 - 第51話に登場。
円盤生物の地球襲来と同時に現れた、黒ずくめの謎の怪人物。その正体は、悪魔の惑星ブラックスターから地球侵略とレオ暗殺のためにやってきた宇宙人である。
ステッキと鋭い宇宙刀を武器とし、手に持つ水晶玉でブラックスターから次々と円盤生物を呼び寄せてコントロールし、侵略の手駒として操る。序盤こそシルバーブルーメにMACを壊滅させ、ゲンの同僚や仲間を殺害させるなど着実に侵略を進めていくが、レオによって次々と円盤生物を倒されていくにつれ、侵略はレオとの私闘の様相を帯びていく。やがて、終盤にはたび重なる敗北に業を煮やしてブラックエンドを呼び寄せ、レオに決戦を挑む。ブラックエンドがレオに押されて劣勢となると、その場にいたトオルを人質に取ってレオを追い詰めるが、トオルに不意を突かれて噛みつかれたうえ、美山あゆみをはじめとする子供たちによる反撃に遭って袋叩きにされた末、水晶玉を奪われてしまう。最後は、レオがその水晶玉を巨大化させてブラックエンドに向けて投げつけ、水晶玉が破壊されると同時にブラック指令も泡となって消滅する。
- 出演：大林丈史
  - 大林は、かつてスタントを務めた『木枯し紋次郎』を意識して帽子を三度笠、マントを道中合羽、ステッキを長楊枝に見立てた工夫を取り入れている[13]。また、ブラック指令を印象づけた水晶玉について「空洞の江戸吹きガラスに水を入れたものだった」と答えている。大事そうに指で押さえるような持ち方をしているが、これは空洞のガラスから水が漏れないように押さえていたためだという[14]。
- 日本語としては誤用だが、「ブラック司令」でなく「ブラック指令」が正式な表記。
- 内山まもるによる漫画版『ウルトラマンレオ』（てんとう虫コミックス『ザ・ウルトラマン』第3巻に収録[15]）では、ブラック司令官の名で登場してババルウ星人と結託し、シルバーブルーメにMACを壊滅させる[注釈 4]。終盤には円盤生物群を引き連れて地球へ侵攻し、待ち受けていたレオやウルトラ4兄弟（ゾフィー、初代マン、新マン、A）を相手に巨大化して対決する。最後は、円盤生物群を倒されて形勢不利と見るや逃亡を図ったもののアストラに阻まれ、レオの放ったセブンの形見のアイスラッガーで倒される。
- 当時の裏設定では、マグマ星人やババルウ星人とつながりがあったとされており、『心にウルトラマンレオ』によれば、侵略者としての地位はマグマ星人よりも上で、復讐に燃えるババルウ星人の依頼によって地球に向かったとされている[16]。

#### ブラック店長
『ウルトラマンオーブ』第22話「地図にないカフェ」に登場。
かつて地球侵略を夢見ていたが挫折し、ブラック店長として同じ過去を持つ地球に潜伏する侵略宇宙人たちの憩いのコーヒー喫茶店カフェ★ブラックスターを経営している。淹れるコーヒーは1,230円のブラックコーヒーのみだが、一度口にした者を虜にさせてしまうほどの絶品であり、ババルウ星人ババリューやジャグラス ジャグラーも常連客になっていた。店を訪れていたウルトラマンオーブ＝クレナイ ガイにもあくまで客の1人として接し、店内で争い合うことを良しとしない主義を貫いている。店の入口は地球人に普通は視認できないようになっているが、偶然迷い込んだ者には帰り際に場所を忘れさせたうえでコーヒーを振る舞っていたため、「店を出た者は場所を忘れてしまうが、飲んだコーヒーの美味さだけは忘れない」という「地図にないカフェ」として噂されていた。しかし、客の宇宙人たちが何かに畏怖するかのように地球から逃げ去っていく現実に直面した結果、店をたたもうと決意していた。
最後の客となったピット星人ミューから共に船に乗って宇宙へ旅立つことを提案されるもそれを断り、店のマスコットとなっていたノーバと共に旅立とうとするが、ブラックの想いを汲んだノーバが巨大化して暴れ出したことにより、忘れかけていた地球侵略の夢を思い出してノーバと一体化する。ノーバの内部では『レオ』のブラック指令と同様の姿となり、迎え撃つオーブを追い詰める際には、「最近の怪獣はごちゃごちゃし過ぎていていかん」と語ったり、SSPの面々からなおも「店長！」と呼ばれて戸惑うなど、コミカルな一面を見せていた。
ノーバをオーブに倒されて自らだけが生き残った後、ガイに「いい夢を見させてもらいました」と感謝の言葉を述べつつ悲観に暮れるが、「あんたのコーヒーを美味しいって言った奴らがいるじゃないか」と諭され、カフェの看板を残して姿を消す。その後、ビートル隊の渋川一徹がラーメン★ブラックスターという謎のラーメン店が存在するという巷の噂を聞きつけている。
- 出演：赤星昇一郎
  - 赤星は同話監督の市野龍一とは親しい間柄であり、市野に出演を希望して実現した[20]。また、実際に東京都下北沢でライブスペースカフェ『下北沢 Reading Cafe ピカイチ』を市野とともに経営している[出典 4]。
- 脚本を担当した勝冶京子は、自身の行きつけの飲食店をモデルとして執筆した[20]。初期案では「宇宙人が利用するタクシー」という設定だったが、タクシーでの撮影が難しいため、カフェに変更された[21][23]。店長の設定は、ノーバの登場が決定したことでそれに絡めるものとなった[20]。
- シリーズ構成の中野貴雄は、正義や悪を「野暮」と言い切るブラック店長のセリフが本作品の肝であると述べている[23]。
- 書籍『ウルトラマンオーブ完全超全集』では、別名を円盤マスターと記述している[17]。
- 書籍によっては、ブラック店長（円盤マスター）と記述している[19]。

#### その他の作品に登場するブラック指令
- 漫画『ウルトラマン超闘士激伝』では、エンペラ軍の幹部の1人として登場。飛行怪獣を指揮し、狡猾な作戦でウルトラ戦士を苦しめるが、最後はウルトラセブン21に倒される。
- 漫画『ウルトラ怪獣かっとび!ランド』では、ヨイトマカ星を支配して菓子や漫画を独占するためにジグザグ飛行する円盤に乗り、部下のノーバと共に現れる。念写が得意。
- 円谷プロ公認企画『ウルトラ怪獣擬人化計画』にて、ブラック指令さんとして美少女化されている[12]。キャラクターデザインは爆天童[12]。

### ブラックスター
第40話 - 第51話に登場。英字表記はBLACK STAR。
地球から1千万キロメートル離れた宇宙空間に存在する悪魔の惑星。ブラック指令から水晶玉を通して指令を受け、地球侵略やレオ抹殺のための円盤生物を次々に送り込む。地表は岩石で覆われ、荒涼としている。なお、円盤生物にはブラックスター周辺の宇宙のゴミ捨て場「ダストゾーン」に住む宇宙生物がブラック指令によって改造されたものも含まれているとの説もある。
最終話で、ブラックエンドを最後に円盤生物が全滅してブラック指令が絶命した後にブラックスターが地球へ急接近するが、レオのシューティングビームによって爆砕される。
- 後の『ウルトラマンメビウス』では、『レオ』当時に円盤生物は全滅したと思われていたが、新たに登場したロベルガーはブラックスターの破片から生み出されたという事実が、『ザ・ウルトラマンメビウス』で語られた。また、ブラックスターの正体については、『レオ』では不明とされていた[12]が、『メビウス』ではブラックスター自体が巨大な円盤生物であったとも推測されている。
- 書籍『ウルトラマン大辞典』でも、上記と同様にブラックスターが円盤生物であった可能性を言及している[9]。

### 円盤生物 シルバーブルーメ
『ウルトラマンレオ』第40話「MAC全滅！ 円盤は生物だった！」に登場。
ブラック指令がブラックスターから呼び寄せたブラックスター地球侵略1号機。透明なクラゲや風鈴のような外観の円盤形態、体色が白く変化した戦闘形態、人間が手に持てるサイズにまで全身を縮小させた硬質の皿のような外観のエネルギー充填形態を持つ。武器は下部から最大150メートルまで伸びる海藻のように平たく長い無数の触手に、黄色いガスと溶解液。なお、ダストゾーンの宇宙塵を主食とするほか、触手はちぎられても再生する。
体を縮小した円盤形態で、松木隊員の誕生日パーティーを行っている最中のMACステーションに急接近し、レーダーに捕捉されてから数秒でステーションを襲撃する。ゲンは飲み込まれる寸前にレオに変身して脱出したものの、他の隊員たちはマッキー2号・3号で脱出を試みる最中に基地ごと呑み込まれて全員が殉職し、モロボシ・ダンもゲンに脱出を命じて消息が途絶する。地球へ侵攻した後、戦闘形態に変形して街を破壊したことにより、当日にデパートを買い物で訪れていたゲンの恋人の百子、友人かつ弟分の野村猛、そしてトオルの妹カオルら3人を含む多数の人々がビルの倒壊に巻き込まれ、死亡する。一旦、エネルギー充填のために小型化して街中に紛れ込んだ後、トオルのクラスメイトの少年3人組によって学校へ持ち込まれ、調査のために担任教師へ預けられる。その夜、担任教師が性質を調べようとガスバーナーで熱したため、黄色いガスで彼を足止めして溶解液で止めを刺し、逃亡する。
翌日、大嵐の中で再び巨大化して学校を襲い始める。レオとの戦いでは、避難が終わっていない数人の児童を気遣うレオを思うように戦えない状況に追い込むが、児童たちが全員避難した後は形勢を逆転され、体内から溶けたMACステーションとマッキー2号・3号を引きずり出された後、スパーク光線を浴びせられて頭頂部から火花を吹きながら爆散する。
- シルバーブルーメの襲撃に巻き込まれ、生死が判明しないまま姿を消したダンは、後年の『ウルトラマンメビウス』でのウルトラの母に助けられて回復したという設定に基づき、その後のテレビシリーズおよび劇場版で再登場する。
- 『メビウス』第34話の劇中では、先述のMAC全滅の件が語られるシーンがある。なお、同作品の助監督を務めていた越知靖が2024年9月2日に自身のX（旧：Twitter）にて明かしたところによれば、同作品の第22話については当初はレッサーボガールではなくシルバーブルーメを登場させる予定だったという[27][注釈 9]。
- ビデオ版の特典「ウルトラマンレオの獅子奮迅！」（本編を再編集した番外編）にも登場。MACは事前にレーダーで捕捉してマッキーで迎撃するものの、その圧倒的な攻撃力で包囲網を突破されるという経緯が語られる。また、MACのアジアステーション以外のステーションは、相次ぐ侵略で失われていたという経緯も語られている。
- ゲン役の真夏竜は、シルバーブルーメによるレギュラー陣のほぼ全滅から、CM明けにゲンとトオルが新生活を始めるまでの中間の描写が台本にはまったくなかったため、トオル役の新井つねひろと「カオルたちのことは、僕たちの心の中でずっと思っていよう」との会話を交わしたことを、後年のインタビューにて明かしている[29]。
- MACを短時間で全滅させた経緯から、後年の『ウルトラマンオーブ』本放送時には円谷プロによる説明で「これほど完膚なきまでに防衛チームを全滅させた怪獣は、他にはいません」とまで断言されている[1]。

#### 『ザ・ウルトラマンメビウス』に登場するシルバーブルーメ
『ウルトラマンメビウス』のDVD附属のイラストノベル『ザ・ウルトラマンメビウス』に登場。
MACを全滅させたシルバーブルーメとは別個体。カタン星人に操られてメビウスを襲い、一度はメビウスを呑み込むものの、突如体内から高エネルギーを発せられて爆散する。
上記のほか、ブラックドームやデモス、ブニョなどの円盤生物群がカタン星人に率いられている。

#### 『大怪獣バトル ULTRA MONSTERS EX』に登場するシルバーブルーメ
『大怪獣バトル ULTRA MONSTERS EX』第17話「支配者の陰謀」に登場。
レイブラッド星人が操る怪獣として登場。レイブラッドの命により、ザラブ星人、メトロン星人、ヴィットリオと主人公に敗れたレイオニクスのパワーを次々と触手で吸収する。当初はムービーのみの登場だが、NEO-GL第2弾にて怪獣カードとして参戦する。
ステータスはアタックが高いなど基本的に隙がないが、ノーバ同様パワーだけは低い。必殺技は毒の触手で連続攻撃を行った後、ドリルのように回転しながら敵を貫く「テンタクルポイズン」、相手を丸のみにして伸縮を繰り返した後に吐き出す「バキュームイーター」、黄色い溶解液を噴射した後に体当たりで敵を吹き飛ばす「ディゾリューションミスト」、ノーバとのタッグ必殺技「クレイジーダンス」がある。

#### その他の作品に登場するシルバーブルーメ
- 『小学三年生』（小学館）に掲載された内山まもるによる漫画版『ウルトラマンレオ』（てんとう虫コミックス『ザ・ウルトラマン』第3巻に収録[15]）では、ババルウ星人の策略によるレオの不在を狙ってMACステーションを急襲し、駆けつけたレオに救出されたダン以外の隊員たちをMACステーションごと全滅させる。テレビ版と同様にシルバーブルーメが地球へ侵攻した後、修復されたウルトラアイをウルトラ兄弟からレオを介して渡されたダンは残る力を振り絞ってセブンに変身し、MAC地上基地の大型ミサイルを担いでシルバーブルーメに特攻する。セブンの遺体が残らないほどのダメージを受けて満身創痍となったシルバーブルーメは、レオがセブンから形見として受け取っていたアイスラッガーで両断される。
- 映画『ウルトラマン物語』では、タロウの訓練映像の中に登場。映像は本話の流用。
- ゲーム『ウルトラマン Fighting Evolution 3』のストーリーモード「MAC全滅！ 円盤は生物だった！」では、攻撃以外は宙に浮いている状態という特性を持ち、必殺技は触手で締め上げる「テンタクルポイズン」。レオを操作し、テレビ版のような展開になればSランクを得られる。ストーリーモードでしか登場しないため、操作可能なキャラクターとしては選べない。体内にはマッキー2号のグラフィックが描かれている。
- 『ウルトラゾーン』第21話のアイキャッチでは、アメリカンフットボールのリプレイ映像の中にいる姿が描かれている[30]。
- 円谷プロ公認企画『ウルトラ怪獣擬人化計画』にて、シルバーブルーメさんとして美少女化されている[25]。キャラクターデザインは爆天童[25]。また、「黄色い溶解液はなんでも溶かし、気化すると黄色の毒ガスになる」という解説もある。

### 円盤生物 ブラックドーム
『ウルトラマンレオ』第41話「悪魔の惑星から円盤生物が来た！」に登場。
ブラックスターから来たブラックスター地球侵略2号機。宇宙カニを改造して造られた。武器は口から放出する何でも溶かすペプシン酸の溶解泡と、あらゆるものを切断する右手の大きなハサミ。
円盤形態で地球へ侵入し、トオルたちの鏡の光に反応して街へ飛来すると、戦闘形態に変身して破壊活動を行いながら、人々に溶解泡を浴びせて重傷を負わせる。その後、エネルギーが尽きて全身が小さくなったエネルギー充填形態に変身して交通事故を起こしたところを新種の化石と思われ、研究材料として城南大学の生物研究室へ運ばれる。エネルギー充填後は再び戦闘形態に変身してレオと戦い、溶解泡で苦しめるが、ハイスピンで吹き飛ばされる。最後は、スパーク光線で開けられた穴から泡が漏れて動けなくなったところにシューティングビームを浴びせられ、炎上する。
- デザインは大澤哲三が担当[32]。デザインコンセプトは「空を飛ぶカブトガニ」[33]。
- 造形は開米プロが担当[32]。撮影の段階でトゲの一部が欠落しており、トゲが付いた跡がはっきり残っていたため、複製したものを貼りつけて修復された[32]。両目には電球が仕込まれていたが、2021年現在では切れている[32]。幼体の爪と足には針金が仕込まれているため、簡単なポージングが可能[32]。
- 幼体がブラックスターから発進するシーンは特撮班、それ以外は本編班が操演で動かしている[32]。
- ペプシン溶解泡による攻撃は『ウルトラ怪獣攻げき技大図鑑』で「バブルバーン」と名づけられた[要検証 – ノート]。

### 円盤生物 アブソーバ
『ウルトラマンレオ』第42話「レオが危い！ 暗殺者は円盤生物」に登場。
クラゲのような姿をしたブラックスター地球侵略3号機。金星と水星の生物や物質を合成して生み出された。石油が好物で、本体からパイプを伸ばしてコンビナートや油田から石油をすべて吸い取る。長い触手（多目的触手）から火炎弾と4千度の火炎放射、本体の上部にある目から破壊光線（パラライズショック）を放ち、青い有害ガスも吐く。
クラゲ型の円盤形態で地球に侵入し、赤い怪光と共に付近一帯に地震を起こした後、小型化して潜伏したところを少年の英行に保護され、英行が傷ついた動物たちを保護している小屋を中心に巨大化して街を破壊し、出撃した防衛軍も返り討ちにする。英行は他の動物たちと同様にアブソーバを献身的に世話するが、アブソーバは英行の生体エネルギーを吸い取って体力を回復するなど、英行を仮初の宿として利用していたに過ぎなかった。ゲンとトオルに発見された後は小屋に放火して巨大化し、英行に保護されていたスズメを焼き殺したうえ、トオルと英行を人質に取るなど卑劣な手段を使う。レオとの戦いではレオキックを受けても平気だったが、最後は同じ箇所にタイマーショットを受けて墜落し、爆散する。
- 火炎放射は『ウルトラ怪獣攻げき技大図鑑』で「コスモファイヤー」と名づけられた[信頼性要検証]。
- 『小学二年生』に掲載されていた内山まもるの漫画版では、ブラック司令官配下の戦闘員としてアブソーバが無数に登場するが、地球の危機を知って駆けつけたウルトラ兄弟によって全滅した。
- コロタン文庫『ウルトラ怪獣全百科』（小学館、1983年1月発売、ISBN 4-09-281030-X、p275）では、「宇宙タコと宇宙イソギンチャクの合成」と説明されている。
- 映画『大怪獣バトル ウルトラ銀河伝説 THE MOVIE』では、百体怪獣ベリュドラの胴体を構成する怪獣の1体となっている[36]。

### 円盤生物 デモス
『ウルトラマンレオ』第43話「挑戦！ 吸血円盤の恐怖」に登場。
ブラックスター地球侵略4号機。タコのような外見を持つ。長い触手で人間に絡みついて吸血するほか、体上部の眼の下にある口からは緑色の溶解液を放射し、人間やビルなどあらゆる対象を一瞬で溶かす。
夜中に突如飛来し、ゲンの居候する美山家の周辺で一夜のうちに近隣の住民を無差別に次々と生き血を吸って殺害する。街の各所（公園の砂場、おもちゃ屋、一般家庭の乳児の寝室）に自身の分身体・デモスQを配置し、本体は警察署のごみ箱に潜んで情報を集める。偶然に居場所を発見した刑事1人を殺害するものの捕らわれ、科学捜査研究所での焼却処分が開始された直後にデモスQと合体し、巨大化する。最後は、スパーク光線でダメージを受けたところへウルトラショットを浴びせられ、絶命する。
- コロタン文庫『ウルトラ怪獣全百科』（小学館、1983年1月発売、ISBN 4-09-281030-X、p276）では、「吸血宇宙ヒトデ」と説明されている。また、「火に弱い」という一文もある。
- 映画『大怪獣バトル ウルトラ銀河伝説 THE MOVIE』では、百体怪獣ベリュドラの胴体を構成する怪獣の1体となっている[36]。

#### デモスQ
『ウルトラマンレオ』第43話「挑戦！ 吸血円盤の恐怖」に登場。
レオを降伏に応じさせるための切り札として、デモスが街の要所に仕込む分身体。劇中では美山家周辺に潜伏し、夜中の時間帯に一般市民を襲う。本体である「マスターデモス」が1体、これに操られるデモスQ3体の計4体が存在する。人々の集まるところに潜むが、マスターデモス以外の3体は街中への配置以降の具体的な工作活動が描写されていない。科学捜査研究所で焼却処分が開始された直後に4体が再び融合し、巨大化する。デモスがレオに倒されて炎上すると分離して逃げ出そうとしたものの力尽き、消滅する。

### 円盤生物 ブラックガロン
『ウルトラマンレオ』第44話「地獄から来た流れ星！」に登場。
ブラックスター地球侵略5号機。初の2足歩行型の円盤生物で、カメのような姿が特徴。他の円盤生物と同様、小型円盤と怪獣形態の2つの姿を持つ。最大の武器は吸盤状の両手から放つ火花で、顔と手足をカメのように引っ込めての飛行中にも放てるほか、怪獣形態になることで大幅に爆発力・破壊力が強化される。また、高熱を帯びた皮膚で敵を焼く。奥の手として、レオをも持ち上げることが可能な強力な長い舌を隠し持つが、これは弱点でもある。
隕石に擬態して侵入した夜の公園にてゲンとトオルを襲撃し、熱線でレオの両腕に火傷を負わせて追い詰めるが、ブラック指令の命令を受けて撤退する。その後、小型化して円盤形態となっていたところを、隕石と間違えられて鉱物研究所に運ばれる。トオルに見破られた正体をゲンによって研究所所長に告げられるが、あらゆる外的刺激に耐えてその場を凌ぐ。ゲンが帰った後にはブラック指令の命令を受けて巨大化し、研究所を破壊する。再び駆けつけたレオにシューティングビームで噴射口を撃たれて熱線を封じられ、長い舌を使ってレオを苦しめるが、弱点である舌をハンドスライサーで叩き切られて倒される。
- デザインは大澤哲三[38]。デザイン画では四つ足状態のものも描かれていた[38]。

### 円盤生物 ブリザード
『ウルトラマンレオ』第45話「まぼろしの少女」に登場。
イカに似た外見を持つブラックスター地球侵略6号機。戦闘形態は身体の前後両方に面と腹部にそれぞれ青と赤の噴射口を持っており、青い噴射口からはマイナス100度の冷凍ガス、赤い噴射口からは1千度の高熱火炎を出す。
たび重なる円盤生物の襲来によってブラックスターの研究を進める科学者が現れ始めたため、彼らを抹殺しようとブラック指令がブラックスターから呼び寄せる。地球に侵入した後は湖底に身を潜め、少女・眉子とフランス人形を使って科学者たちを殺害していくが、ゲンに感づかれると眉子と人形を回収して戦闘形態に変身し、青い噴射口を正面にしてレオに戦いを挑む。トオルを戦場から逃がそうとするレオを氷漬けにするが、氷柱で青い噴射口を塞がれると赤い噴射口をレオに向けて高熱火炎で攻撃し、赤い噴射口もウルトラショットでダメージを受けたため、円盤形態となって湖に潜む。最後は、湖面を炎上させてレオを近寄れないようにしたもののウルトラマントで消火され、空に逃げようとしたところをレオチョップとハンドビームで倒される。
- デザイン画では左右分割して赤と青に塗り分けられており、円盤状態も描かれていた[38]。
- 映画『大怪獣バトル ウルトラ銀河伝説 THE MOVIE』では、ベリュドラの胴体を構成する怪獣の1体となっている[36]。
- 高熱火炎は、『ウルトラ怪獣攻げき技大図鑑』で「烈怒火炎地獄」と名づけられた[要検証 – ノート]。

#### 眉子
『ウルトラマンレオ』第45話「まぼろしの少女」に登場。読みは「マユコ」。
ブリザードが地球に飛来した夜、ゲンとトオルの前に現れた謎の少女。その正体はブリザードの分身体で、常に持ち歩いているフランス人形は、人間を数秒で氷漬けにする強力な凍結線を口から発射する機能を持つ。これを使ってブラックスター調査チームの科学者を次々と凍死させ、最後の科学者・仁科博士を殺害したところをゲンとトオルに目撃される。ゲンにフランス人形を叩きつけられると逃走し、仁科邸を警備中の警察官を殺害してブリザードと一体化する。ブリザードがレオに倒された後には、黒焦げになったフランス人形だけが落ちてくる。
劇中ではその正体は謎のままで、ブリザードが倒された後もトオルは眉子がブリザードに洗脳された地球人の少女だったと信じる。
- 出演：池田恭子

### 円盤生物 ハングラー
『ウルトラマンレオ』第46話「戦うレオ兄弟！ 円盤生物の最後！」に登場。
ブラックスター地球侵略7号機。チョウチンアンコウ（アングラーフィッシュ）に似た姿を持つ、四足歩行型であり、鉄を好み、地球上の自動車をすべて食べようとする。巨大な口から強力な炎を吐くほか、真夜中の高速道路で触角を信号のように赤と青に点滅させ、磁力線を用いて発生させた引力で車を飲み込んで食べる。
初期は地中に隠れているが、やがて白昼に手足を体内に引き込んで飛行し、交通渋滞の発生する高速道路を襲撃する。触角をゲンが操るアドバルーンによって傷つけられ、一度は撃退された後、今度は市街地で破壊活動を行う。レオとの戦闘では右手を負傷していることに気づき、右手を執拗に攻撃して追い詰めるが、レオへの加勢に現れたアストラのウルトラリダクションで体内から破裂させられ、倒される。
- デザインは大澤哲三[38]。デザインでは後脚はヒレ状に描かれており、水かきが前脚にあった[38]。また、造形では唇が赤く分厚い形状となり、白眼も赤色に変更された[38]。
- 口からの炎は『ウルトラ怪獣攻げき技大図鑑』で「溶解火炎」と名づけられた[要ページ番号]。
- 『ウルトラマンオーブ』でメイン監督を務めた田口清隆とメインライターを務めた中野貴雄による私案「エピソード10構想」では、第5章（エピソード5-2）に登場[42][注釈 26]。ジャグラスジャグラーを追って地球にやってきたビランキに操られ、中南米のバーレスク海域で船舶や飛行機を襲っていた[42]。

### 円盤生物 ブラックテリナ
『ウルトラマンレオ』第47話「悪魔の星くずを集める少女」に登場。
ブラックスター地球侵略8号機。二枚貝に似た形状の殻の中には脳と眼球が剥き出しになっている。その内部からは6本の触手が伸びており、そのうち4本の先端には白い爪がついている。血の色は青。武器は内部から発射する火花状の光線。顔面への攻撃に弱い。
まず、宇宙からテリナQを地球にばら撒き、自分は東京上空2000メートルの空域に静止する。テリナQを拾った人間を操ってゲンを襲わせ、さらにテリナQでゲンの右目を負傷させる。レオと対峙した後も右目を狙い、触手で宙吊りにして地面に叩きつけたり、火花状の光線で攻撃するが、地上へ引きずり降ろされ、拳で内臓を殴り潰されたことで形勢は逆転する。空へ逃げようとしたところにダークシューターを受け、怯んだところを発電所へ投げつけられて感電し、動けなくなったところを内部にエネルギー光球を受け、爆死する。
- デザインは木目憲悟[43][44]。
- 火花状の光線は『ウルトラ怪獣攻げき技大図鑑』で「ファイヤーレイン」と名づけられた[要検証 – ノート]。
- 映画『大怪獣バトル ウルトラ銀河伝説 THE MOVIE』では、ベリュドラの左腕を構成する怪獣の1体となっている[36]。

#### テリナQ
『ウルトラマンレオ』第47話「悪魔の星くずを集める少女」に登場。
ブラックテリナの分身体ともいうべき小型円盤生物。外見は桜貝と同様であり、都内へ無数にばら撒かれ桜貝を幸運を呼ぶお守りと信じる少女・マリ子を通して媒介される。テリナQを拾った人間はブラックテリナに寄生されて自己意思がなく、意のままに操られ、テリナQを傷つけようとした人間はテリナQに貼りつかれて出血を伴う傷を負わされる。拾おうとした漁師の両目に張りついて川へ転落させたり、テリナQに名前を刻もうとした女性を殺害してゲンの右目も傷つけるが、テリナQの防御能力は皆無であり、叩きつけられた程度で青色の液体になって溶ける。ゲンの通報によって大半が警察に回収され、ブラックテリナの死後はその能力を失う。
- 当初は本物の桜貝を使う予定だったが、東京近郊では採取不可能だったため、撮影では造形物を製作して使用した[45]。

### 円盤生物 サタンモア
『ウルトラマンレオ』第48話「大怪鳥円盤 日本列島を襲う！」に登場。
ブラックスター地球侵略9号機。怪鳥型の形態を持つ。武器は大きなクチバシ、口から出すミサイル、目から発射する一時的に視力を奪う破壊光線。
レオの抹殺と日本列島の破壊を目的として地球へ侵入した後、九州地区の防衛軍のレーダーに探知されてミサイル攻撃を受けるが、平然と飛行し続ける。その後、防衛軍の最新型誘導ミサイル攻撃すらものともせず、東京へ侵入する。吐き出したリトルモアで人々を襲い、自分は超高層ビル群（新宿住友ビルディング）の破壊に取りかかる。その崩壊しかけたビルを支えるレオの背中を強力なクチバシで攻撃するが、ビル内の人々がすべて避難したことで反撃に転じたレオによってシューティングビームを浴びせられた結果、崩壊したビルに激突して爆死する。
- デザインは木目憲悟によるもので、「怪鳥円盤バードン」と命名されていた[出典 46]。モチーフはコンコルド[43][38]。台本の中にビルに突っ込むというのがあったため、コンコルドを鳥に見立てたという[44]。造形では鋭利な甲冑パーツが丸みを帯びた処理に変更された[38]。

#### その他の作品に登場するサタンモア
- 居村眞二による漫画版『ウルトラマン80』では、デビロンが80に見せる幻影として登場する。
- 漫画『ウルトラマン超闘士激伝』では、ブラック指令が搭乗する戦艦はサタンモアを模した形状をしている。
- 映画『大怪獣バトル ウルトラ銀河伝説 THE MOVIE』では、ベリュドラの胴体を構成する怪獣の1体となっている[36]。

#### 怪鳥円盤 リトルモア
『ウルトラマンレオ』第48話「大怪鳥円盤 日本列島を襲う！」に登場。
サタンモアの体内から吐き出される小型の怪鳥円盤。サタンモアが建物を破壊している間、鋭いクチバシで人間に襲いかかる。これでゲンの旧友・和久宏を殺害するが、サタンモアの死後の消息は不明。
- 名称は一部書籍より[10][41]。資料によっては名称を小怪鳥[6]、小型怪鳥[46]、小型怪鳥円盤[8][7]と記述している。

### 円盤生物 ノーバ
『ウルトラマンレオ』第49話「死を呼ぶ赤い暗殺者！」に登場。

### 円盤生物 星人ブニョ
『ウルトラマンレオ』第50話「レオの命よ！ キングの奇跡！」に登場。
円盤生物に分類されているが、作中では宇宙人と呼ばれ、ブニョもそう自称する。逆銀河系で生まれた。朴訥（）とした風貌で、言動はおどけているが、本性は狡猾で猟奇的。軟体で歩き方もぎこちなく、地球の重力によって常に体から緑色の体液が漏れている。武器は口から発射する火花状の火炎と緑色の液体のほか、ロープのような長い触手も出す。また、人間態の状態では両耳に宇宙人探査装置を収納しており、自分以外の宇宙人の反応があると両耳からアンテナのような触角が生える。
ブラックスターから志願して地球へ円盤形態で飛来し、ブラック指令の前に現れて地球人に似た人間態に変身する。ブラック指令の「力のない者は不要」との門前払いに対して「力はないが知恵はある」と返答し、人間態で活動を開始する。ゲン=レオであることを宇宙人探査装置によって見破るが、ゲンからも自分が宇宙人であることを見抜かれて襲いかかり、返り討ちに遭って逃亡する。
その後、病院をレオが戦えない場所と見越して美山咲子を人質に取り、テレビやラジオでゲンへのメッセージを送って病院へ誘き出すと、宇宙光線を束ねて造られた宇宙ロープでゲンを捕縛し、ブラック指令のもとへ連行する。ブラック指令に剣で斬りつけられそうになったゲンはレオに変身するが、宇宙ロープの効力によって巨大化できず零下100度の身体処理室で凍らされた後、ブラック指令によって宇宙ノコギリで切り刻まれ、美山家近くにある丘の墓地に遺棄される。
レオの死亡後はブラック指令の命令で巨大化し、町を破壊し始める。ウルトラマンキングのキングビームで復活したレオとの直接対決では武器や能力でレオを翻弄するが、シューティングビームで触角を破壊されたことから重力に耐えられなくなり、弱体化する。最後はレオキックで頭部を刎ねられ、身体も溶解する。
- 演（人間態）：蟹江敬三
- 劇中では、地球飛来時の円盤形態、飛来直後に変身した人間体[53]、レオの身体を凍らせた後に見せた怪人のような等身大[54]（軟体人間[41]）、巨大時の4つの姿形を見せる。
- デザインは大澤哲三[55][38]。デザイン画では頭部は笠状になっており、追加で描かれたと思われる変更を示す点画通りに、造形では帽子状の頭頂部と顔面に分割された[55]。等身大時の顔は造形物となっている[38]。
- 『大怪獣バトル』では、技カードとして登場。コンボはバキシム。

### 円盤生物 ブラックエンド
『ウルトラマンレオ』第51話「さようならレオ！ 太陽への出発」に登場。
ブラックスター地球侵略12号機にして最強の円盤生物。球体状の体から顔と両足、前に4本、後ろに2本の角、長い尻尾が伸びる。武器は体の前部に伸びた巨大な2本の角と二股のハサミ状の尻尾、口からの高熱火炎放射。それらのほか、角と尻尾を収納して高速で転がる突進攻撃も用いる。手足を体内に引き込んで宇宙空間を飛行する。
地球に侵入して地震や陥没を起こし、レオを誘き出そうとその名を呼ぶが、トオルがレオに頼っている様子を見たゲンがあえて変身しなかったため、一旦撤退する。後日、ゲンの姿を確認したブラック指令の掛け声によって出現し、レオと対決する。数多の戦いを経て強くなったレオに背部の角を折られ、その角を口元に投げつけられて火炎攻撃を封じられるなど追い詰められるが、ブラック指令にトオルを人質に取られて抵抗できなくなったレオを危機に陥れる。しかし、レオがウルトラセブンからテレパシーで激励されて立ち上がったことに加え、トオルがブラック指令の腕に噛みついたうえ、美山あゆみや少年たちが不意を突いて飛びかかって水晶玉を奪い取ったことにより、形勢は逆転する。突進攻撃をレオに避けられて地面へ激突し、その衝撃で2本の角は圧し折れる。最後はレオがトオルから受け取った水晶玉を投げつけられ、爆死する。
- デザインは大澤哲三[55][38]。デザイン画ではサイケデリックな配色となっており、角の数も多く、尾の先端はヒレ状になっていた[55][38]。
- 『ウルトラマンメビウス』の第24話では、マケット怪獣ウインダムをファイヤーウインダムへパワーアップするため、ゼットンやパンドンのデータと共にブラックエンドのデータが使われる。
- 高熱火炎放射は『ウルトラ怪獣攻げき技大図鑑』で「デスマグマ」と名づけられた[要検証 – ノート]。
- 映画『大怪獣バトル ウルトラ銀河伝説 THE MOVIE』では、ベリュドラの胴体を構成する怪獣の1体となっている[36]。

## 『ウルトラマンメビウス』に登場する円盤生物

### 概要（メビウス）
『ウルトラマンメビウス』に登場する円盤生物は下記の3種類。ノーバは『ウルトラマンレオ』に登場した個体とは別の個体で、ロベルガーは完全な新種である。何者か（後にエンペラ星人と判明）に命じられて宇宙の彼方から地球に飛来し、ノーバはGUYS基地の破壊、ロベルガーはメビウス抹殺を目的としている。ロベルガー二世はロベルガーの別個体で、形状の一部や体色に差異がある。また、ロベルガーは破壊されたブラックスターの破片から誕生させられたとウルトラ戦士に推測される。雑誌展開や小説などでは、ブラックスター亡き後も以前登場した種の別個体が他の宇宙人に率いられて登場する。
過去の円盤生物は出現した時期がMAC壊滅後に該当するため、「ドキュメントMAC」ではなく「アウト・オブ・ドキュメント」として登録されている。
なお、特撮については円盤生物以外の怪獣や宇宙人と同様に技術の進化を受け、CGも導入されている（ロベルガーの素早い変形など）。

### 円盤生物 ノーバ
『ウルトラマンメビウス』第28話「コノミの宝物」に登場。

#### マケットノーバ
『ウルトラマンメビウス』第28話「コノミの宝物」に登場。

### 円盤生物 ロベルガー
『ウルトラマンメビウス』第31話「仲間達の想い」、DVD版『ウルトラマンメビウス外伝 アーマードダークネス』に登場。
GUYSの「アウト・オブ・ドキュメント」にもデータが存在しない、「新種の円盤生物」である。エンペラ星人により、GUYSスペーシーの怪獣要撃衛星V88を破壊した円盤群の尖兵として、地球へ送り込まれる。標的はメビウスのみで、GUYSは眼中にない。円盤生物の例に漏れず円盤形態から怪獣形態に変形するが、名前の通りの生物的な印象が強かった過去の円盤生物とは異なり、機械的な部分が目立つ姿をしている。「指令、ウルトラマンメビウスの抹殺」を行動目的として、ロボットのように復唱する。円盤形態では赤い破壊光弾、怪獣形態では目から青い楔型光線と掌から手裏剣状の光弾を放つ。怪獣形態ではメビウスと互角以上に渡り合うほど高い格闘能力を発揮し、身軽な動きでメビウスを翻弄する。光線の連射でメビウスを苦しめるが、テッペイとコノミが使役するファイヤーウインダム、ジョージとマリナが搭乗するガンブースター、そして地上からリュウの援護射撃とGUYSの全力支援攻撃に遭い、それに勇気づけられてバーニングブレイブとなったメビウスのメビュームバーストによって倒される。
DVD版『ウルトラマンメビウス外伝 アーマードダークネス』では、再び地球に現れた怪獣たちの1匹として、別個体が登場する。映像は第31話の流用。
- 声：江川央生[注釈 32]（音声に加工あり）
- スーツアクター：永田朋裕
- デザイン：酉澤安施。円盤がそのまま頭になっているというコンセプトでデザインされたが、最終的に円盤形態は別デザインで造形された[58]。
- 着ぐるみはロベルガー二世に改造された。
- 第31話は本編が予想より短くなったことから特撮シーンを長く撮る必要に迫られたうえ、ノーバに続く2体目の円盤生物であることから監督の八木毅が個性を出そうと考え、元気で力強い動きとなった[59]。

#### 『ザ・ウルトラマンメビウス』に登場するロベルガー
『ウルトラマンメビウス』のDVD附属のイラストノベル『ザ・ウルトラマンメビウス』に登場。
『メビウス』本編の物語開始以前、カタン星人に他の円盤生物共々率いられ、ウルトラ兄弟に襲いかかる。この時、タロウやレオは「ブラックスターは実は巨大な円盤生物で、その破片を何者か（エンペラ星人）が利用し、誕生させたのがロベルガーではないか」と推測している。

### 円盤生物 ロベルガー二世
『ウルトラマンメビウス』第41話「思い出の先生」に登場。
上述のロベルガーの別個体。以前の個体は2本だった頭部の角が4本に増加し、体色は赤い部分が黄色になっている。初代同様に圧倒的なパワーと手からの光線弾、目からの破壊光線を武器とする。円盤形態で地球に飛来したところを、追ってきたウルトラマン80のスパイラルビームを受けて失速し、怪獣形態に変形して太平洋上の無人島に着陸し、80や駆けつけたウルトラマンメビウスと戦う。得意の格闘戦と2種類の光線で80を苦しめ、80とメビウスを相手に一歩も引かない強さを見せるが、空中に飛び上がって光弾を連射したところを80のウルトラレイランスに貫かれて怯み、サクシウム光線とメビウスのメビュームシュートの同時攻撃によって倒される。
- スーツアクター：永田朋裕
- 着ぐるみはロベルガーの改造。デザインは酉澤安施[62]。

#### 『大怪獣バトル ウルトラ銀河伝説THE MOVIE』に登場するロベルガー二世
映画『大怪獣バトル ウルトラ銀河伝説 THE MOVIE』に登場。
ウルトラマンベリアルにギガバトルナイザーの力で怪獣墓場から復活させられる。ベリアルが操る怪獣軍団の1体として、グロマイトやアングロス、ジャシュラインらと共にウルトラマンメビウスと戦った後、初代ウルトラマンとメビウス、ウルトラマンダイナに襲いかかるが、駆けつけたウルトラマンゼロにエメリウムスラッシュを浴びせられ、爆散する。

## その他の作品に登場する円盤生物
大怪獣バトルシリーズ
『ウルトラギャラクシー大怪獣バトル』
『ウルトラギャラクシー大怪獣バトル』に登場する円盤生物はノーバ1種類のみ、『レオ』や『メビウス』の別個体。

『大怪獣バトル ウルトラ銀河伝説 THE MOVIE』
ロベルガー二世が怪獣軍団の1体として登場。ベリュドラの胴体を構成する怪獣として、アブソーバ・デモス・ブリザード・サタンモアが登場。
『大怪獣バトル ULTRA MONSTERS EX』
『大怪獣バトル ULTRA MONSTERS EX』に登場する円盤生物はシルバーブルーメ1種類のみ。第17話「支配者の陰謀」にレイブラッド星人が操る怪獣として登場。

『ウルトラマンG』
『ウルトラマンG』に登場する円盤生物は「UF-0」1種類のみ。『レオ』と『メビウス』は同じ作品世界とされているが、『G』はこれらとのつながりが明確ではなく、ブラックスターとの関係は特に設定されていない。
当初は日本側脚本において2機の宇宙船が合体するロボット怪獣ROBOMが登場するというストーリーが、オーストラリア側で大幅に変更されたうえ、登場怪獣も宇宙船のような姿の宇宙生物へ変更されたことにより、「円盤生物」との別名を与えられたという経緯がある。

テレビアニメ『SSSS.GRIDMAN』
第7話では、新条アカネの部屋の棚にシルバーブルーメ・ノーバ・ロベルガーのフィギュアが飾られている。同話でUFOが出現する展開に合わせ、円盤に関連した怪獣でまとめられている。